# Simon Ratnowsky

Simon Ratnowsky, um 1914

Simon Ratnowsky (* 8. September 1884 in Rostow am Don; † 6. Februar 1945 in Winterthur) war ein Schweizer Physiker russischer Herkunft.

## Leben und Werk
Nachdem er zuvor im Hause seiner Eltern in Rostow am Don privat unterrichtet worden war, kam Simon Ratnowsky mit 18 Jahren in die Schweiz, wo er in Zürich die Maturität bestand und 1903 an der Universität Bern ein Studium der Philosophie begann. 1907 immatrikulierte er sich an der Faculté des Sciences der Universität Nancy, aber noch im selben Jahr kehrte er in die Schweiz zurück und beendete 1910 an der Universität Genf sein Studium mit dem Doktorgrad.
Im Genfer Laboratorium hatte Charles-Eugène Guye Ratnowsky angeregt, sich mit einer der fundamentalen Fragen der Physik zu befassen, nämlich die von Albert Einstein geforderte Abhängigkeit der Masse eines Körpers von seiner Geschwindigkeit experimentell zu prüfen. Ratnowsky führte zu diesem Zweck Versuche mit Kathodenstrahlen durch.
1910 kam Ratnowsky nach Zürich, wo er, neben dem weiteren Studium der Theoretischen Physik, im Laboratorium des Eidgenössischen Polytechnikums arbeitete. 1912 wurde er Assistent von Alfred Kleiner am Physikalischen Institut der Universität Zürich. Hier begann er die experimentelle Arbeit Zum Nachweis der Existenz fertiger elektrischer Dipole in flüssigen Dielektricis, mit der er sich 1913 an der Universität Zürich als Privatdozent für Physik habilitierte. In Anerkennung seiner Verdienste wurde er 1921 zum Titularprofessor ernannt.
1926 wurde Ratnowsky, der bereits früher Unterricht an der Kantonsschule Zürich und an der privaten Maturitätsschule von Sinai Tschulok erteilt hatte, vom Regierungsrat des Kantons Zürich als Professor für Physik und Mathematik an die Kantonsschule Winterthur gewählt. Ab 1930 hielt er zudem an der Universität Zürich Kurse zur Didaktik des physikalischen Unterrichts ab.
Simon Ratnowsky starb am 6. Februar 1945 im Alter von 60 Jahren in Winterthur. Er war der Vater von Nora und Raoul.